# پل خیابان کلارک
پل خیابان کلارک یک پل بازشو است که از رود شیکاگو در مرکز شهر شیکاگو عبور می‌کند و نزدیک شمالی را از طریق «خیابان کلارک» به «لوپ» متصل می‌کند.

## تاریخچه

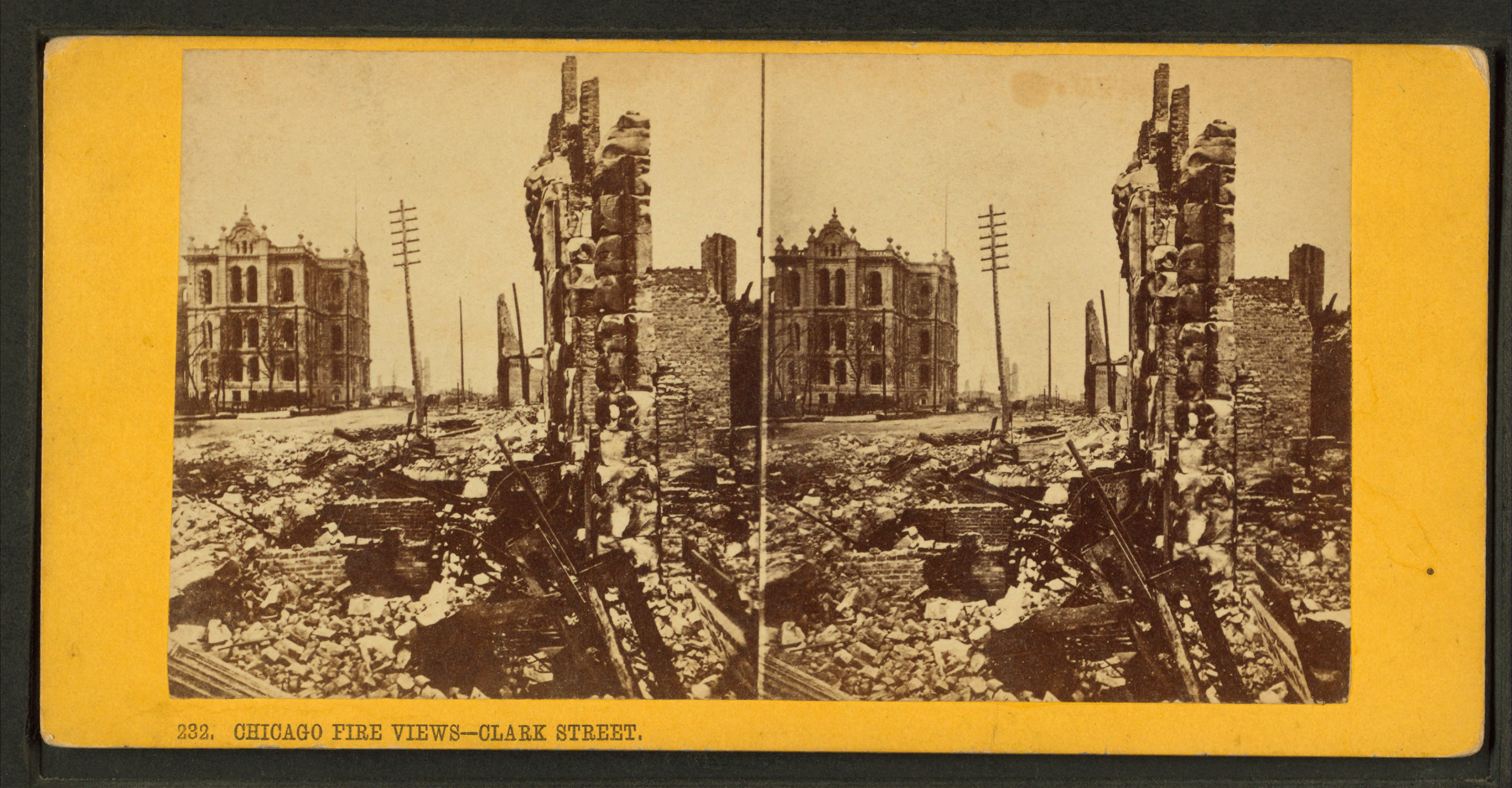
تصویر استریوسکوپیک از خیابان کلارک پس از آتش‌سوزی بزرگ شیکاگو در سال ۱۸۷۱

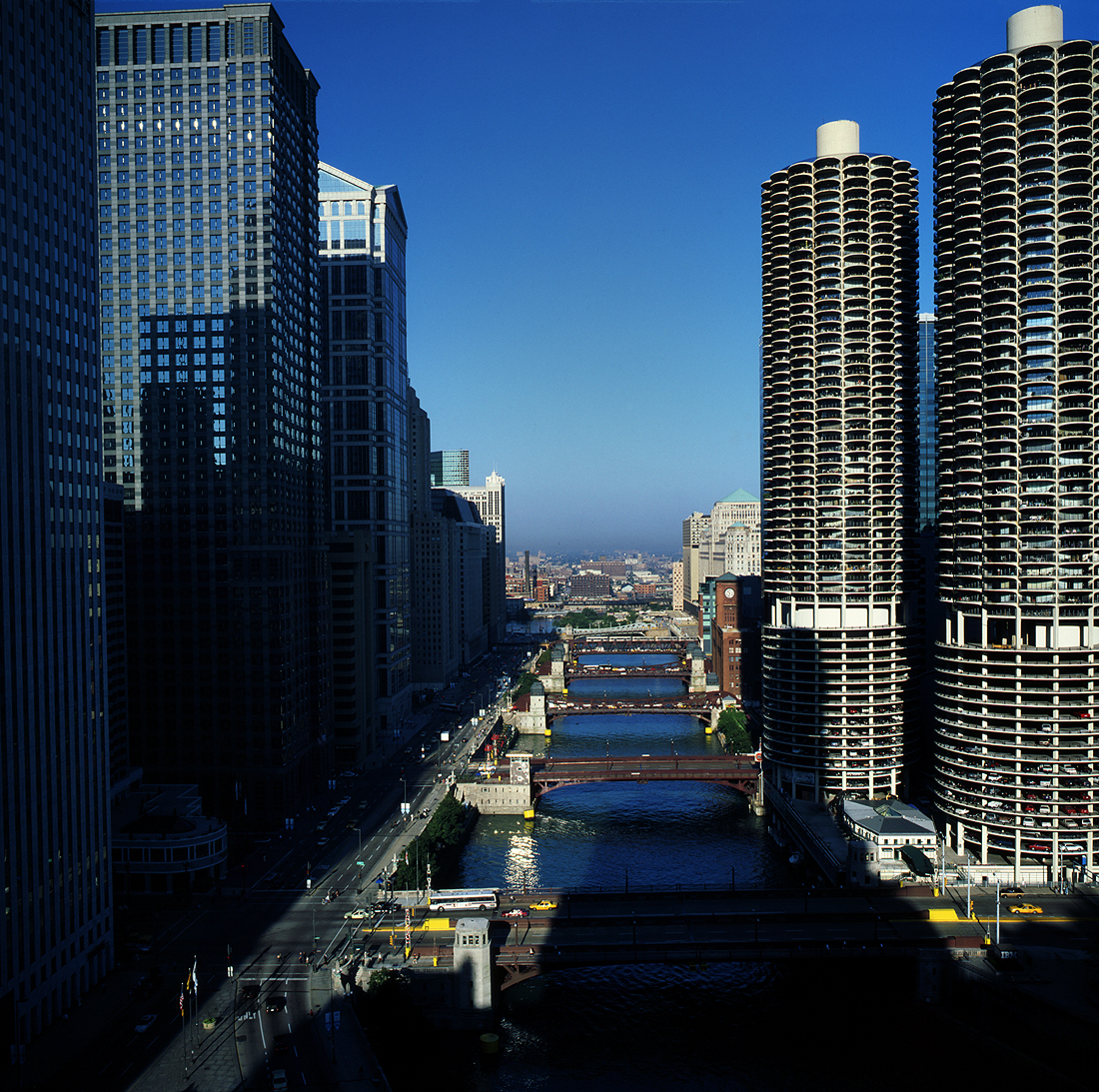
پل خیابان استیت (پیش‌زمینه)، پل خیابان دیربورن، پل خیابان کلارک، پل خیابان لا سال، پل خیابان ولز و پل خیابان فرانکلین

پل فعلی که در سال ۱۹۲۹ تکمیل شد، هشتمین پلی است که در این نقطه از رودخانه ساخته شده است. در سال ۱۸۵۳، این پل توسط یک کشتی بخار به نام «لندن» برخورد کرد و فرو ریخت و ترافیک رودخانه را مسدود کرد. پل لایروبی شد و ترافیک رودخانه در ۸ سپتامبر ۱۸۵۳ از سر گرفته شد. در سال ۱۸۵۴، شهر هزینه‌ای معادل ۱۲٬۰۰۰ دلار برای جایگزینی پل با یک پل محوری تصویب کرد. در طول شورش آبجو لاگر در سال ۱۸۵۵، پل چرخانده شد تا به کنترل شورشیان کمک کند.
در ۲۶ ژوئن ۱۹۰۷، کشتی بخار اطلس با پایه جنوبی پل برخورد کرد و غرق شد. این کشتی به عنوان یک ضرر کامل اعلام شد.
کشتی مسافربری اس‌اس ایستلند قرار بود از اسکله پل خیابان کلارک حرکت کند، اما در ۲۴ ژوئیه ۱۹۱۵ واژگون شد و ۸۴۴ نفر کشته شدند.
در مارس ۲۰۱۲، یک مرد ناشناس از پل پرید و توسط دانش‌آموزان دبیرستانی محلی که در حال بازدید علمی بودند نجات داده شد. او بعداً بر اثر هایپوترمی درگذشت.

## در فرهنگ عامه
در سال ۱۹۱۶، کارل سندبرگ شعر «پل خیابان کلارک» را نوشت.